# Tetsuya Kiyonari
Tetsuya Kiyonari (清成哲也?, Kiyonari Tetsuya,; Miyazaki, 27 novembre 1961) è un goista giapponese.

## Biografia
Allievo di Shozo Kurahashi, divenne a sua volta professionista a 15 anni nel 1976 presso la filiale di Osaka della Kansai Ki-in. Detiene il record di più rapida promozione al grado di 9º dan, avendolo ottenuto nel 1986 dopo dieci anni e 3 mesi da professionista (non tenendo conto delle promozioni dirette a 8° o 9° dan in caso di vittoria di tornei importanti). Nel corso della sua carriera ha vinto la sezione dei 7° dan del torneo Kisei 1984, guadagnandosi l'accesso al tabellone principale diede è stato finalista allo Shinjin-O e alla NHK Cup.

## Titoli
| Nazionali          | Nazionali | Nazionali      |
| Tornei             | Vittorie  | Finalista      |
| ------------------ | --------- | -------------- |
| Shinjin-O          |           | 1 (1980)       |
| NHK Cup            |           | 1 (1994)       |
| Sankei Pro-Ama     |           | 2 (2005, 2018) |
| Totale in carriera |           |                |
| Totale             | 0         | 4              |

| Controllo di autorità | VIAF (EN) 254421069 · ISNI (EN) 0000 0003 7693 0688 · NDL (EN, JA) 00335893 |